# Cebza, Timiș
Cebza (maghiară Csebze, sârbă Чебза) este un sat ce aparține orașului Ciacova din județul Timiș, Banat, România. Din punct de vedere administrativ, face parte din orașul Ciacova. Aici se găsește o biserică de lemn care datează din 1758-1759, renovată în 1815.

## Localizare
Se situează în sud-vestul județului Timiș, pe malul stâng al râului Timiș, la circa 8 km nord-vest de orașul Ciacova și circa 31 km sud-vest de municipiul Timișoara (pe șosea).

## Istorie

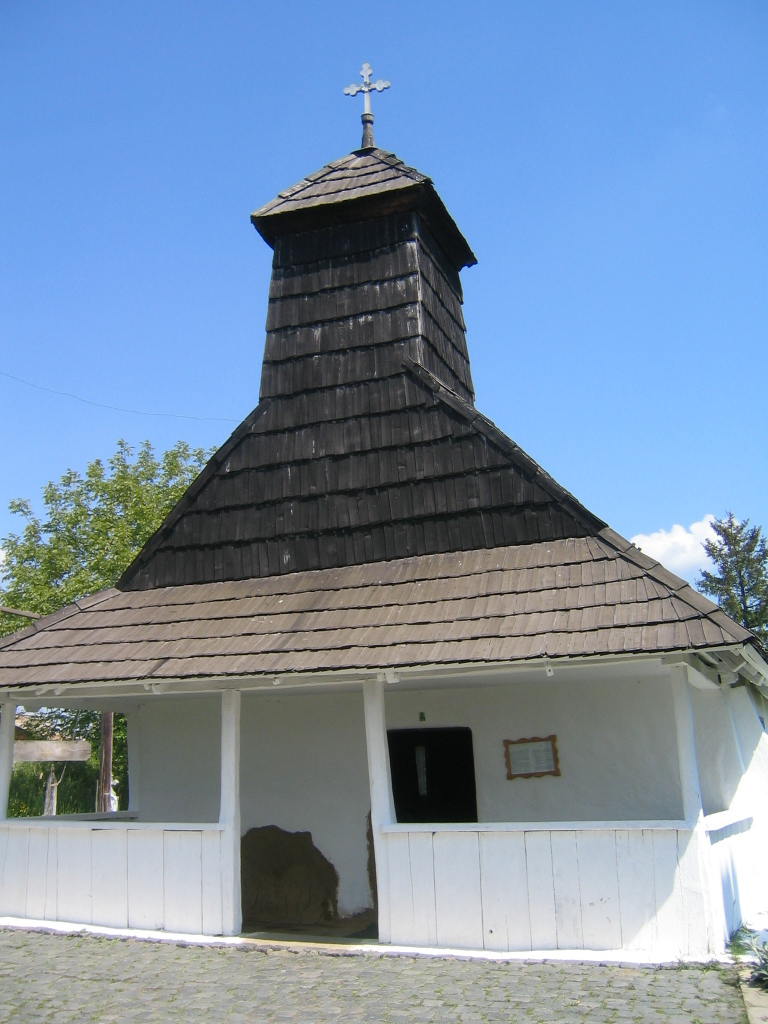
Biserica de lemn, monument istoric. Datează din 1758-1759, posibil din secolul XV

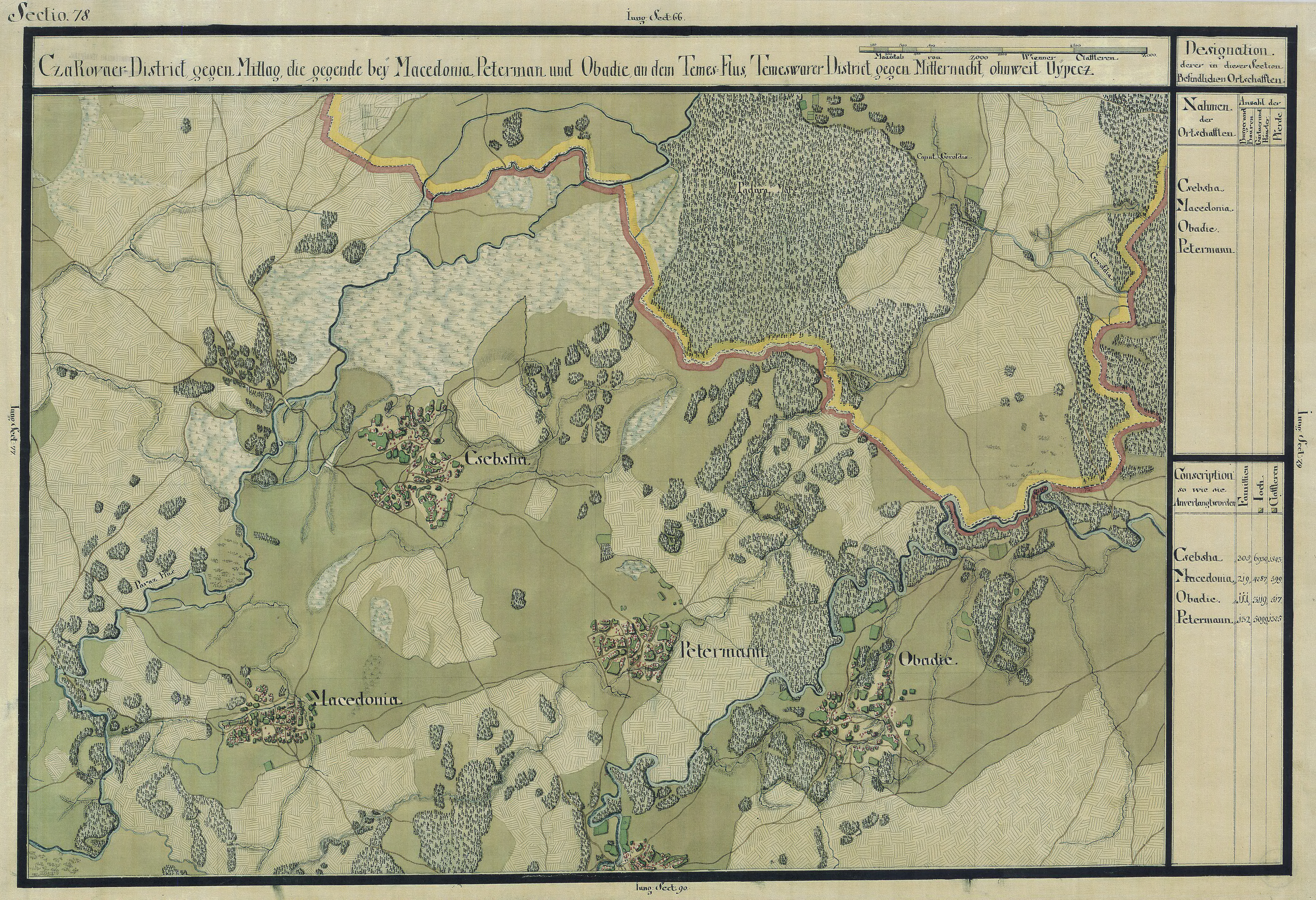
Cebza în Harta Iosefină a Banatului, 1769-72

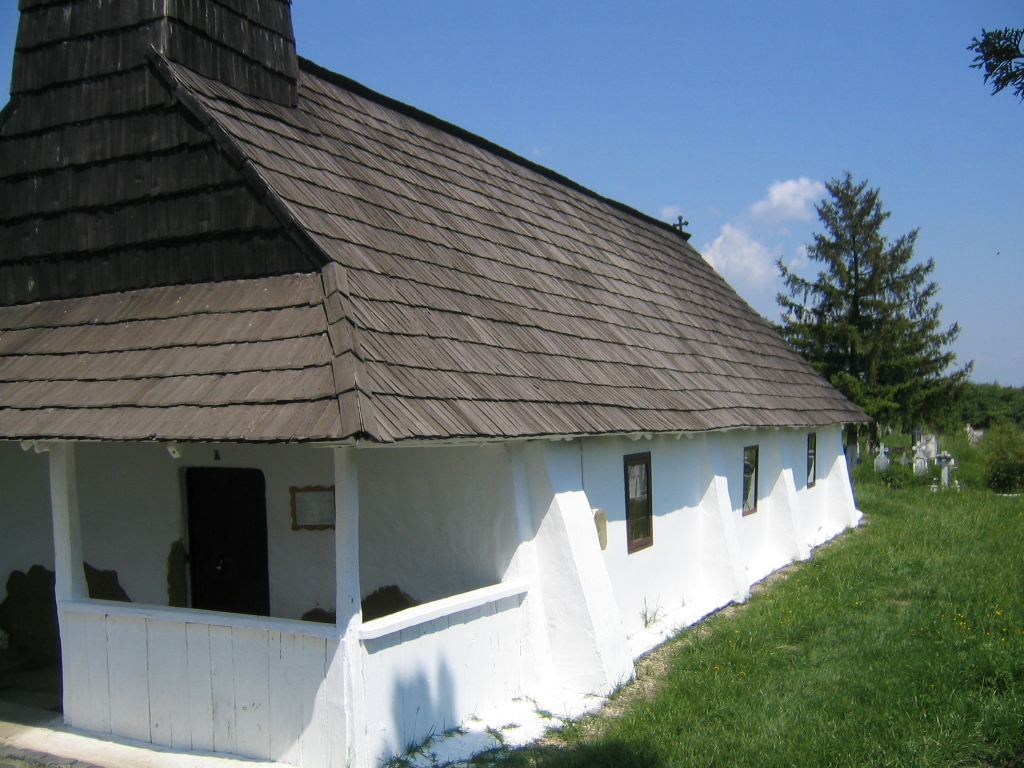
Lungimea bisericii este disproporţionată faţă de dimensiunile mici ale lăcaşului, neobişnuit de lung pentru bisericile de lemn din Banat

Prima mențiune documentară a satului Cebza datează din 1337, sub numele de Chevzen, din documentele de dijmă papală, documente care reprezintă pentru multe localități din Banat prima mențiune scrisă despre existența lor. În 1395 satul e aminitit ca posesie a nobililor din Ciacova. Același statut juridic îl are și în actul de hotărnicie din 1424, când este amintit cu o situație demografică prosperă, mult peste media central-europeană a epocii. Avea atunci 92 de gospodării, din care doar trei fără locuitori. Mai avea la acea dată 11 fântâni și o biserică de zid fără turn. La conscripția de la 1717, apare cu un număr relativ mare de case - 80 - aparținând de districtul Ciacova. 
Cu toate că primele mențiuni documentare referitoare la Mănăstirea Cebza datează din secolul XVII (1758-1759), se crede că ea este mult mai veche și că datează de fapt din secolul XV. 
Biserica ortodoxă din sat a fost construită în 1880. În 1912 viitura de pe Timiș și inundația catastrofală care a urmat, a distrus tot satul, cu excepția bisericii și a câtorva case mai solide. Biserica din lemn a fost și ea afectată de inundație.

## Demografie
Conform recensăminteleor moderne care s-au făcut în Banat începând cu 1869, populația Cebzei a fost tot timpul majoritar românească. Pe lângă ei au mai locuit și câțiva germani, maghiari și sârbi. La recensământul din 2002, populația era de 745 locuitori, în ușoară scădere față de 1992. Cea mai numeroasă populație a fost înregistrată la recensământul din 1900: 1.728 de locuitori.

### Structura religioasă
Din totalul de 745 locuitori înregistrați la recensământul din 2002, 696 (93%) s-au declarat ortodocși, 40 (5%) penticostali, 9 de alte religii.